# Martin Keown
Martin Raymond Keown (ur. 24 lipca 1966 w Oksfordzie) – angielski piłkarz występujący na pozycji obrońcy.
Jest wychowankiem klubu z Oksfordu, jednak profesjonalną karierę piłkarską rozpoczął w Arsenalu w 1980 r. W 1984 r. przeszedł do Brighton, a od 1987 r. był piłkarzem Aston Villi. W 1989 r. rozpoczął przygodę z Evertonem, w którym występował do 1993, kiedy wrócił do Arsenalu. Z Arsenalem osiągał największe sukcesy w karierze. Wygrywał mistrzostwo Anglii (1998, 2002, 2004), Puchar Anglii (1998, 2002, 2003). Ponadto grał w finale Pucharu UEFA w 2000, kiedy to Arsenal przegrał w finale po rzutach karnych z Galatasaray SK. Wystąpił również w finale Pucharu Anglii w 2001 r. W 2004 r. odszedł z Arsenalu po 11 latach i podpisał kontrakt z Leicester City. W 2005 r. po pół roku gry w Leicester City odszedł z klubu i podpisał kontrakt z Reading. Karierę piłkarską zakończył latem 2005 r. Po skończeniu kariery piłkarskiej zajął się trenowaniem (AFC Newbury). Obecnie pracuje jako jeden z trenerów i skautów w Arsenalu.
W reprezentacji Anglii wystąpił w 43 meczach, strzelił 2 bramki. Debiutował w reprezentacji w 1992 w meczu przeciwko reprezentacji Francji. Był w składzie reprezentacji podczas kilku piłkarskich imprez m.in. mistrzostw Europy w 1992 i 2000 r. oraz mistrzostw świata w 1998 i 2002 r.